# Sealyham terrier
Sealyham terrier[Nota] é uma raça canina terrier desenvolvida na Grã-Bretanha, cujo físico apresenta pernas curtas e a barba vasta. Foram criados no século XIX para caçar lontras e texugos. Seu criador, o capitão John Edwards, um proprietário rural gales, desejava desenvolver um cão corajoso, cheio de energia, ágil o bastante para acompanhar os sabujos maiores durante as caçadas e de pernas desproporcionalmente menores, para que fosse capaz de entrar em tocas. O resultado dos cruzamentos seletivos foi o sealyham terrier, de corpo robusto, cujo desempenho era satisfatório e ainda bom como animal de companhia e cão de alarme.